# Kirche Neuenegg

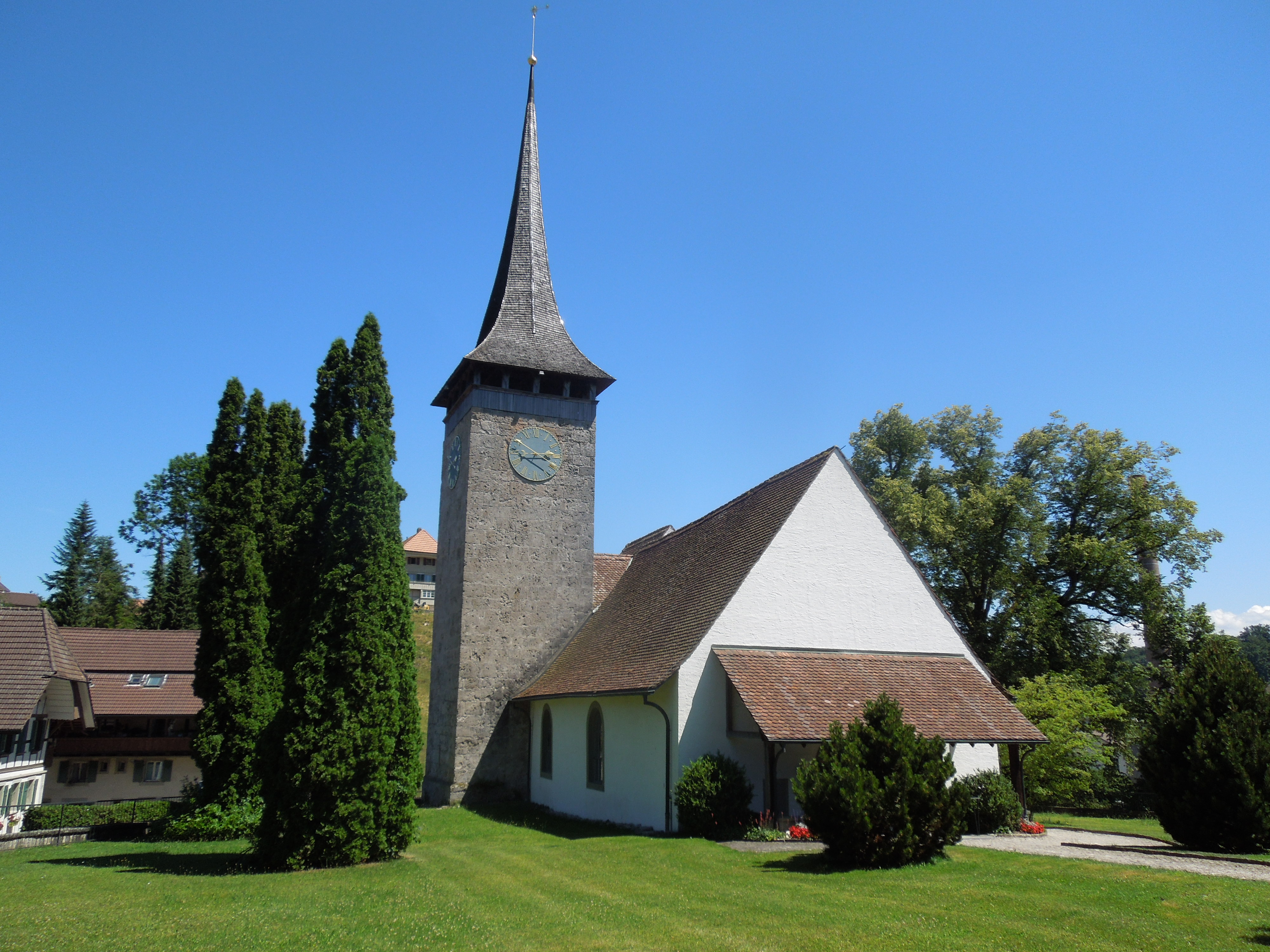
Kirche Neuenegg

Pfarrhaus und Kirche, Umrissradierung, koloriert 1829

Die reformierte Kirche Neuenegg gehört zur reformierten Kirchgemeinde Neuenegg und befindet sich auf dem Boden der politischen Gemeinde Neuenegg.

## Baugeschichte
Die Kirche Neuenegg wird urkundlich erstmals im Jahr 1228 erwähnt. Der erste Kirchenbau, eine kleine romanische Kapelle, wird jedoch bereits auf das 11. Jahrhundert datiert. Später, vermutlich im 13. Jahrhundert, entstand auf den Grundmauern der Kapelle ein neues Kirchenschiff, welches im Wesentlichen dem heutigen Schiff entspricht, jedoch noch einen quadratischen Chor aufwies. Der Chor in seiner heutigen achteckigen Form entstand in den Jahren 1442 bis 1453. Um das Jahr 1512 wurde mit dem Bau des heutigen Turms begonnen. Nach dem 15. Jahrhundert hat sich die Form der Kirche kaum mehr verändert, bis im Jahr 1958 das Schiff im Rahmen einer Generalrenovierung um drei Meter verlängert wurde.

## Fenster
Teile der drei Chorfenster der Kirche Neuenegg sind mit der Jahrzahl 1516 signiert. Dieses Jahr dürfte dem Abschluss der Ausbauarbeiten ab 1512, bei denen der Turm entstand, entsprechen. Die Glasmalereien der Fenster werden teilweise dem Berner Künstler Niklaus Manuel zugeschrieben.
Die vier Fenster des Kirchenschiffs sind dagegen jüngeren Datums. Sie wurden 1995 vom Willi Müller aus Nidau entworfen und vom Glaskunstunternehmen Engeler aus Andwil/Gossau realisiert.

## Orgel
Bis zum heutigen Tag gab es drei Orgeln in der Kirche Neuenegg.
Die erste Orgel wurde im Jahre 1778 aufgestellt, angeblich zur Verbesserung des dürftigen Kirchengesangs, über den sich die Pfarrer schon seit Anfang des 18. Jahrhunderts immer wieder beschwerten. Gebaut wurde diese erste Orgel vom Freiburger Orgelbauer Joseph Anton Moser. Im Jahr 1914 wurde die zweite Orgel bei Goll in Luzern bestellt. Es handelte sich hierbei um ein Ausstellungsinstrument, welches zuvor an der Schweizerischen Landesausstellung 1914 gezeigt wurde.
Da Ton und Funktionstüchtigkeit der zweiten Orgel nie richtig zu überzeugen vermochten, entschlossen sich die Neuenegger 1946 anstelle einer aufwändigen Restauration zu einem Neukauf. Ende 1964 wurde die neue Orgel von Orgelbau Kuhn (Männedorf) in Betrieb genommen. Das Gehäuse und die sichtbare Pfeifenfront sind immer noch jene der ersten Moser-Orgel aus dem Jahr 1778. Die zwei neuen Orgeln wurden jeweils in das alte Gehäuse eingebaut.

## Turm
Obwohl es für den Betrachter keineswegs so wirkt, ist der Turm das neuste Bauwerk der Kirche Neuenegg. Er entstand erst im Jahr 1512, gut 60 Jahre nach dem neuen Chorgebäude. Reste von Fundamenten zeigen zwar, dass bereits einmal ein Turm, westlich der ersten Kapelle, stand. Es konnte aber bisher nicht bestimmt werden, wann genau dieser dort stand und ob er überhaupt etwas mit der Kirche zu tun hatte.
Eine Uhr wurde im Lauf des 18. Jahrhunderts in den Turm eingebaut. Der genaue Zeitpunkt ist nicht bekannt. Erst von der ersten Generalüberholung 1794 gibt es schriftliche Belege. Das heutige Uhrwerk mit den vier Zifferblättern, dem Minutenzeiger und einem Viertelstundenschlagwerk entstand im ersten Jahr des 20. Jahrhunderts.

## Glocken
Die drei Glocken, welche heute im Turm installiert sind, stammen alle aus dem Jahr 1861 und von der Glockengiesserei Rüetschi (Aarau). Zuvor verfügte die Kirche Neuenegg nur über zwei Glocken. Die grosse Glocke, in F gestimmt, trägt die Inschrift «Kommet, es ist alles bereit» (Lukas 24,29). Auf der mittleren, gestimmt in A, steht «Friede sei mit euch.» (Lukas 24,36) und auf der kleinsten, gestimmt in C, ist «Bleib bei uns, denn es will Abend werden, und der Tag hat sich geneiget.» geschrieben. Während einer Renovation im Jahr 1958 wurden die Glocken elektrifiziert. Dies erleichtert nicht nur die Arbeit des Sigristen, sondern ersparte auch die häufig wiederkehrenden Ausgaben für neue Seile.

## Sakramentshaus
Im Jahr 1453 wurde die Kirche Neuenegg von zwei Abgesandten des Bischofs von Lausanne inspiziert. Neben verschiedenen anderen Beanstandungen wurden die Neuenegger angewiesen, links vom Altar ein Sakramentshäuschen zur Aufbewahrung der Hostie in die Chormauer einzulassen. Seit der Reformation 1528 wird das Sakramentshäuschen nicht mehr verwendet. Trotzdem hat es bis heute überdauert und wurde anlässlich der Kirchenrenovierung 1958 restauriert und neu vergoldet.